# مزر فاتح هندي

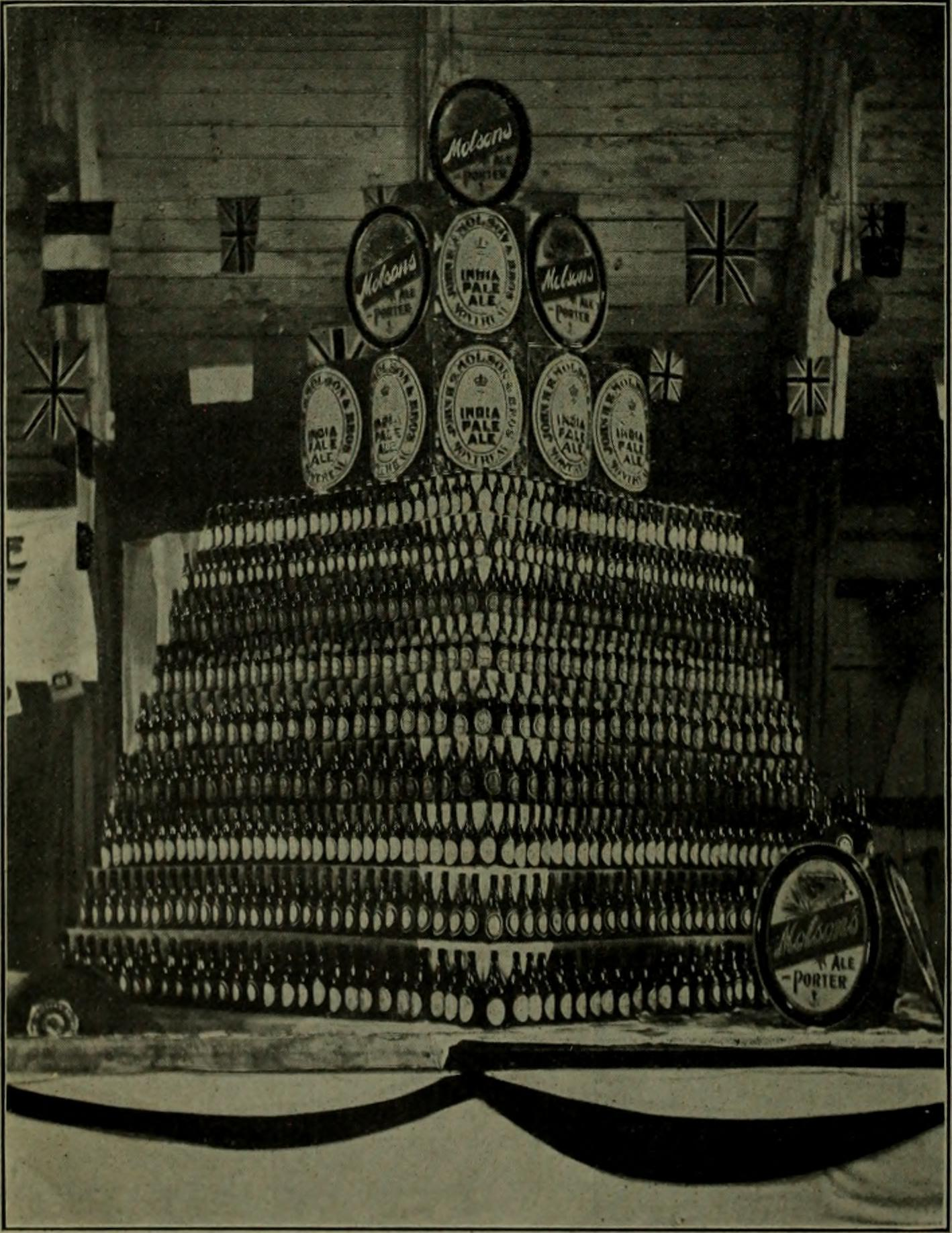
صورة في إصدار من 1907 يبرز عرض المزر الفاتح الهندي الذي أنتجته شركة مولسنز

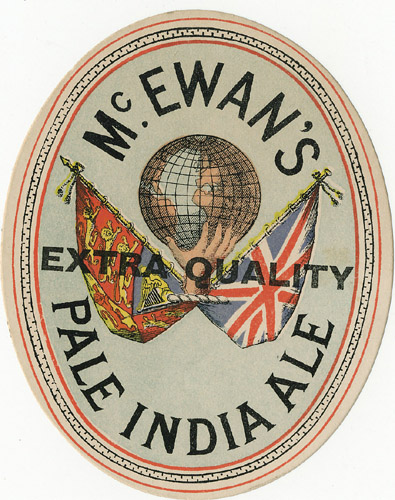
بطاقة منتج الجعة للمزر الفاتح الهندي من إنتاج شركة مكأونز من 1907 أو قبل ذلك

المِزْر الفاتح الهندي (بالإنجليزية: India pale ale أي IPA) أي مزر الملت الفاتح اللون الهندي هو نوع من المزر مصنوع من ملت فاتح اللون. هذا النوع من المزر يتسم بكثرة الجنجل. 
كان مصطلح المزر الفاتح الهندي يطلق أصلا على المزر الذي اختمر من ملت فاتح اللون. والملت الفاتح اللون هو ذلك الملت الذي جفف بفحم الكوك، ما يعطيه لونا فاتحا. من الصانعين الأوائل المعروف بأنهم صدروا الجعة إلى الهند كانت مخمرة بو التابعة لجورج هودجسن على الحدود بين ميدلسكس
وإسكس. اكتسبت جعة مخمرة بو شعبية عند التجار العاملين في شركة الهند الشرقية في القرن الثامن عشر بفضل موقعها القريب من مرفأ شركة الهند الشرقية. أخذ الطلب لنوع المزر الفاتح المجهز للتصدير، الذي اشتهر باسم المزر الفاتح الهندي، يزداد في إنجلترا حوالي عام 1840 فصار منتجا شعبيا هناك. للمزر الفاتح الهندي تاريخ طويل في الولايات المتحدة وكندا كذلك، وتقدمه مخمرات كثيرة هناك بطريقتها.

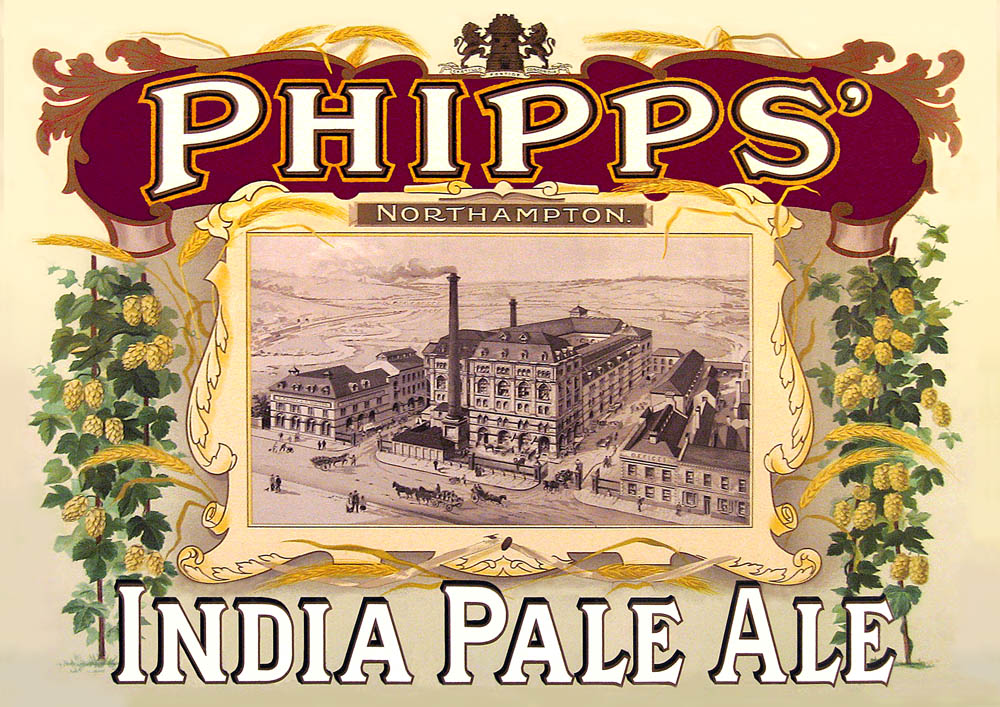
ملصقة من القرن التاسع عشر لشركة فِپس وهي مخمرة المزر الفاتح الهندي في نورثامبتون.